# Pepe Reyes Cup 2017
La 17ª edizione della Pepe Reyes Cup si è svolta il 24 settembre 2017 al Victoria Stadium di Gibilterra tra l'Europa FC, vincitrice della Premier Division 2016-2017 (Gibilterra) della Rock Cup 2016-2017, e il Lincoln Red Imps, secondo classificato in campionato.

## Tabellino
| Arbitro: | Barcelo |

|                                         |                      |                                  |
| Aranda Vincueira 75’, 103’              | Marcatori            | 35’, 93’ Gomez Bernal            |
| Calderon Aranda Vincuiera Nayar De Barr | Tiri di rigore 3 – 1 | Roldan Carreno Kike Gómez Garcia |